# Costus bullatus
Costus bullatus är en enhjärtbladig växtart som beskrevs av Meekiong, Muliati och Ipor. Costus bullatus ingår i släktet Costus och familjen Costaceae. Inga underarter finns listade.